# Manuel María Valencia
Manuel María Valencia (Santo Domingo, 1810-1870) fue un abogado, político, escritor y religioso dominicano.

## Biografía
Nació en Santo Domingo el 22 de abril de 1810, hijo de Esteban Valencia Bruno (1771–1842), y de María de Belén López Isidoro. Sus abuelos fueron, por parte de padre, Francisco Javier Valencia y Clara de Jesús Bruno Rincón, y por parte de madre Pedro Matías López y María de los Dolores Isidoro. En 1832 contrajo nupcias con María Antonia Billini y Mota (1814–1848), hija del piamontés Juan Antonio Billini y Ruse (ca. 1787–1852) y de su primera esposa Juana de Mota y Arvelo. Su hija Juana Valencia Billini, fue la madre de Narcisa Ureña Valencia, quien fuera esposa del presidente dominicano Ramón Cáceres. Valencia llegó a ser director del Liceo Nacional de Santo Domingo.
Presidió el Congreso Constituyente que redactó la Constitución de San Cristóbal, la primera constitución de la República Dominicana; luego fue elegido como el primer Presidente de la Suprema Corte de Justicia pero renunció al cargo a las dos semanas, siendo reemplazado por Domingo de la Rocha y Angulo. El 15 de abril de 1846 sucedió a Tomás Bobadilla en el ministerio de Justicia e Instrucción Pública.
Tradujo en 1848 los códigos franceses: código civil, penal, prodecimiento civil, e instrucción criminal. En ese mismo año enviudó y fue ordenado presbítero en Curazao, siendo designado párroco del Santuario de Higüey. Al año siguiente fue elegido tribuno (senador) por la provincia El Seibo. En marzo de 1850 fue nombrado párroco de La Vega, y luego trasladado 36 meses después a Monte Cristi.
Habiendo Valencia sido recién nombrado párroco de Santiago, estalló la Revolución Cibaeña, en la cual fue hostigado por su amistad con el presidente Buenaventura Báez, motivo por el cual se exilia en Cuba en agosto de 1859, donde ocuparía varias parroquias en el Centro y Oriente de dicha isla, hasta que en 1869, en plena Guerra de los Diez Años, abandona su parroquia en Jiguaní para unirse a los independentistas cubanos. Falleció en 1870.

## Obra literaria
Entre las obras de Valencia se pueden destacar:
- La verdad y nada más (1843)
- Homenaje a la razón (1845)
- Una noche en el templo (1874)
- En la muerte de mi padre (1874)
- La víspera del suicidio (1874)